# 唐桑大沢テレビ中継局
唐桑大沢テレビ中継局（からくわおおさわテレビちゅうけいきょく）は、宮城県気仙沼市の旧本吉郡唐桑町域に置かれているテレビ中継局。

## 概要
- 当中継局は、気仙沼市唐桑町出山に置かれ、旧唐桑町北東部の一部へ電波を発射している。岩手県陸前高田市の一部地域でも当局の電波を直接受信可能。

## 送信施設概要

### 地上デジタルテレビ放送
| リモコンキーID | 放送局名          | 物理チャンネル | 空中線電力 | ERP   | 放送対象地域 | 放送区域内世帯数 |
| 1              | TBC東北放送       | 23ch           | 50mW       | 155mW | 宮城県       | 約300世帯        |
| 2              | NHK仙台教育テレビ | 13ch           | 50mW       | 155mW | 全国         | 約300世帯        |
| 3              | NHK仙台総合テレビ | 52ch           | 50mW       | 155mW | 宮城県       | 約300世帯        |
| 4              | MMT宮城テレビ放送 | 27ch           | 50mW       | 155mW | 宮城県       | 約300世帯        |
| 5              | KHB東日本放送     | 50ch           | 50mW       | 155mW | 宮城県       | 約300世帯        |
| 8              | OX仙台放送        | 25ch           | 50mW       | 155mW | 宮城県       | 約300世帯        |

- 2010年2月23日に予備免許交付、3月下旬から4月27日まで試験放送実施、4月26日に本免許交付、4月28日から本放送開始。

### 地上アナログテレビ放送
- 2012年3月31日廃止。当初は2011年7月24日をもって廃止される予定だったが、同年3月11日に発生した東日本大震災の影響で、停波が延期された。

| 放送局名          | チャンネル | 空中線電力           | ERP                  | 放送対象地域 | 放送区域内世帯数 |
| NHK仙台教育テレビ | 49ch       | 映像500mW /音声125mW | 映像1.45W /音声360mW | 全国         | 313世帯          |
| NHK仙台総合テレビ | 51ch       | 映像500mW /音声125mW | 映像1.45W /音声360mW | 宮城県       | 313世帯          |
| TBC東北放送       | 53ch       | 映像500mW /音声125mW | 映像1.45W /音声360mW | 宮城県       | 313世帯          |
| OX仙台放送        | 55ch       | 映像500mW /音声125mW | 映像1.45W /音声360mW | 宮城県       | 313世帯          |
| MMT宮城テレビ放送 | 57ch       | 映像500mW /音声125mW | 映像1.45W /音声360mW | 宮城県       | 313世帯          |
| KHB東日本放送     | 59ch       | 映像500mW /音声125mW | 映像1.6W /音声400mW  | 宮城県       | 313世帯          |